# مقاطعة سلماس
مقاطعة سلماس (بالفارسية: شهرستان سلماس) هي مقاطعة تقع في محافظة أذربيجان الغربية في إيران. عاصمة المقاطعة هي سلماس. في تعداد عام 2006، بلغ عدد سكان المقاطعة 180708. تنقسم المقاطعة إلى منطقتين: المنطقة الوسطى ومنطقة كوهسار. يوجد في المقاطعة مدينتان: سلماس وتازه شهر. يعيش بضعة آلاف من الأرمن في المقاطعة، ويشكلون ثاني أكبر عدد من الأقليات في المقاطعة بعد مقاطعة أرومية.

## التقسيمات الإدارية
تنقسم مقاطعة سلماس إلى منطقتين:
- المنطقة الوسطى (المركز):
- قضاء كوشار : ثلاثة ديهادار: شهريق، شبيران وشناتال